# فابيو تشاينا
فابيو تشاينا هو لاعب كرة قدم برتغالي، ولد في 7 يوليو 1992 في فونشال في البرتغال. لعب مع نادي ماريتيمو.

## وصلات خارجية
- فابيو تشاينا على موقع قاعدة بيانات كرة القدم.إي يو (الإنجليزية)
- فابيو تشاينا على موقع Soccerway.com (الإنجليزية)
- فابيو تشاينا على موقع AS.com (الإسبانية)